# Spinacia
Spinacia L. è un genere di piante della famiglia delle Amarantacee.

## Tassonomia
Il genere comprende due specie:
- Spinacia oleracea L.
- Spinacia tetrandra Steven ex M.Bieb.